# Силвестър Скопски
Силвестър (на сръбски: Силвестар) е православен духовник, скопски митрополит на Печката патриаршия във втората половина на XVII век.

## Биография
Вероятно е роден в Черна гора, тъй като се замонашва в манастира на река Морача - при даряването на манастира книгата на летописеца Зонара, Силвестър пише, че я е изпратил от Марковия манастир в Морача, „където сам своите убоги коси подстригах“. След това е екзарх на печкия патриарх Паисий Печки и с негови поръчения посещава Самоков, София, Белград, Бачка и Херцеговина. Като екзарх поддържа здрави връзки с манастира Морача, на който дарява книгата Житие на Андрей Юродиви и е един панагиар, който преди Втората световна война е в хранилището на манастира Крушедол.
Възможно е да се е върнал в Морача, тъй като според надписа от 1645 година на една икона в манастира в тази година човек на име Силвестър Лазаревич е бил дофиар в манастира.
Като скопски митрополит покрива с олово църквата на Марковия манастир, за което на 8 април 1663 година оставя надпис. В нартекса на манастира Грачаница, отдясно на образа на Свети Анрей, под лявото коляно на светеца, е изрязан надпис, съобщаващ за смъртта на Силвестър Скопски в 1699 година. Името на митрополит Силвестър е споменато в поменик на умрелите в църквата „Свети Никола“ в Биело поле, след това на Руфим Нишавски.